# Lynden Air Cargo
Lynden Air Cargo – amerykańskie linie lotnicze cargo z siedzibą w Anchorage. Specjalizują się w czarterowych oraz rozkładowych lotach cargo. 

## Flota
W czerwcu 2019 r. Lynden Air Cargo posiadało 14 samolotów.
| Typ                        | Ilość | Zamówiono | Uwagi |
| -------------------------- | ----- | --------- | ----- |
| Lockheed L-100-30 Hercules | 14    | –         |       |